# Araucoxenia paradoxa
Araucoxenia paradoxa är en tvåvingeart som beskrevs av Alexander 1969. Araucoxenia paradoxa ingår i släktet Araucoxenia och familjen småharkrankar. Inga underarter finns listade i Catalogue of Life.